# Hypena rectifascia
Hypena rectifascia là một loài bướm đêm trong họ Erebidae.